# Esteban Cambiasso
Esteban Matías Deleau Cambiasso (San Fernando, 18 augustus 1980) is een Argentijns voormalig profvoetballer die bij voorkeur als defensieve middenvelder speelde. Hij kwam van 1998 tot en met 2017 uit voor Independiente, River Plate, Real Madrid, Internazionale, Leicester City en Olympiakos. Cambiasso was van 2000 tot 2011 international voor het Argentijns voetbalelftal, waarvoor hij eenenvijftig interlands speelde en vijf keer scoorde.

## Clubcarrière
Cambiasso debuteerde in het seizoen 1998/99 in het betaald voetbal in het shirt van Independiente, waarmee hij drie seizoenen in de middenmoot van het hoogste Argentijnse niveau speelde. Na zijn overstap naar River Plate in 2001 werd hij daarmee in de clausura (tweede seizoenshelft) van 2002 voor het eerst in zijn loopbaan landskampioen, van Argentinië.
Na een seizoen River Plate haalde Real Madrid Cambiasso naar de Primera División. Daarmee werd hij in 2002/03 in zijn eerste seizoen in Spanje wederom landskampioen, maar onomstreden werd hij in Madrid nooit. Na veertig competitieduels in zijn twee jaar bij Real verhuisde hij naar Internazionale. Met de Italiaanse club won hij in 2005/06, 2006/07, 2007/08, 2008/09 en 2009/10 opeenvolgende landstitels in de Serie A en in 2005, 2006 en 2010 ook de Coppa Italia. Na vijf opeenvolgende Italiaanse landskampioenschappen won Cambiasso met Inter de Champions League 2009/10, waarbij hij de met 0–2 gewonnen finale tegen Bayern München van begin tot einde speelde. Ook werd dat seizoen het FIFA WK voor clubs gewonnen door de finale met 0–3 te winnen van TP Mazembe. Na zijn succesvolle periode bij Inter speelde Cambiasso vervolgens nog een seizoen bij Leicester City en twee seizoenen bij Olympiakos, waarmee hij tweemaal de Super League won.

## Clubstatistieken
| Seizoen | Club               | Competitie       | Duels | Goals |
| ------- | ------------------ | ---------------- | ----- | ----- |
| 1998/99 | Independiente      | Primera División | 27    | 3     |
| 1999/00 | Independiente      | Primera División | 12    | 1     |
| 2000/01 | Independiente      | Primera División | 35    | 5     |
| 2001/02 | River Plate        | Primera División | 37    | 12    |
| 2002/03 | Real Madrid        | Primera División | 23    | 0     |
| 2003/04 | Real Madrid        | Primera División | 17    | 0     |
| 2004/05 | Internazionale     | Serie A          | 30    | 2     |
| 2005/06 | Internazionale     | Serie A          | 34    | 5     |
| 2006/07 | Internazionale     | Serie A          | 21    | 3     |
| 2007/08 | Internazionale     | Serie A          | 33    | 6     |
| 2008/09 | Internazionale     | Serie A          | 35    | 4     |
| 2009/10 | Internazionale     | Serie A          | 30    | 3     |
| 2010/11 | Internazionale     | Serie A          | 30    | 7     |
| 2011/12 | Internazionale     | Serie A          | 37    | 4     |
| 2012/13 | Internazionale     | Serie A          | 33    | 3     |
| 2013/14 | Internazionale     | Serie A          | 32    | 4     |
| 2014/15 | Leicester City     | Premier League   | 31    | 5     |
| 2015/16 | Olympiakos Piraeus | Super League     | 14    | 2     |
| 2016/17 | Olympiakos Piraeus | Super League     | 14    | 0     |
| Totaal  | Totaal             | Totaal           | 525   | 69    |

## Interlandcarrière
Cambiasso debuteerde op 20 december 2000 in het Argentijns voetbalelftal, tegen Mexico. Hij was met Argentinië actief op onder meer het WK 2006, waarop hij in alle vijf de wedstrijden van de Argentijnen speelde. In de met 6-0 gewonnen groepswedstrijd tegen Servië en Montenegro maakte hij het tweede doelpunt.
| WK-statistieken              | Club           | Positie      | W |   |   | D | A |   |   |   |
| ---------------------------- | -------------- | ------------ | - | - | - | - | - | - | - | - |
| WK voetbal 2006 - Argentinië | Internazionale | Middenvelder | 5 | 2 | 1 | 1 | 0 | 1 | 0 | 0 |

## Erelijst
River Plate
- Primera División: Clausura 2002

 Real Madrid
- Primera División: 2002/03
- Supercopa de España: 2003
- UEFA Super Cup: 2002
- Intercontinental Cup: 2002

 Internazionale
- Serie A: 2005/06, 2006/07, 2007/08, 2008/09, 2009/10
- Coppa Italia: 2004/05, 2005/06, 2009/10, 2010/11
- Supercoppa Italiana: 2005, 2006, 2008, 2010
- UEFA Champions League: 2009/10
- FIFA Club World Cup: 2010

 Olympiakos
- Super League: 2015/16, 2016/17

 Argentinië onder 20
- CONMEBOL Sudamericano onder 20: 1997, 1999
- FIFA WK onder 20: 1997

Individueel
- ESM Team van het Jaar: 2005/06
- Pirata d'Oro (Internazionale Speler van het Jaar): 2005
- FIFA FIFPro World XI-nominatie: 2010
- Leicester City Speler van het Jaar: 2014/15
- Internazionale Hall of Fame: 2020